# Smrčná (Trpišovice)
Smrčná (německy Smertschna) je malá vesnice, část obce Trpišovice v okrese Havlíčkův Brod. Nachází se asi 1,5 km na východ od Trpišovic. Prochází tudy železniční trať Čerčany – Světlá nad Sázavou. V roce 2009 zde bylo evidováno 36 adres. V roce 2001 zde trvale žilo 12 obyvatel.
Smrčná leží v katastrálním území Koňkovice o výměře 3,53 km2.